# 千恋*万花
『千恋＊万花』（せんれん＊ばんか）は、2016年7月29日にゆずソフトより発売されたPC用18禁恋愛アドベンチャーゲームである。その後全年齢版が2020年2月14日にSteamで配信され、2022年5月26日にNintendo Switchでダウンロード販売された。

## 概要
ゆずソフトの第9作目で神刀に関する物語。
本作品は萌えゲーアワードで2016年度の準大賞、Getchu.com美少女ゲーム大賞で2016年の総合部門1位にランクイン。ユーザーから高い評価を獲得している。

## あらすじ
文明開化からも取り残され、周囲との交流を避けてきた、古きよき時代の街並みと温泉街のある穂織（）の町。この町の建実神社には、岩に突き刺さって引き抜く事ができない神刀・叢雨丸（）があった。ある日、母親から穂織の町で旅館を営む祖父の手伝いを頼まれた主人公・有地将臣は、叢雨丸を折ったことが原因で、巫女姫である朝武芳乃と結婚を迫られる。戸惑う彼の前に、叢雨丸に宿る霊である少女・ムラサメや巫女姫に仕えるくノ一である常陸茉子が現れ、この町に隠された真実を知ることになる。

## 登場人物
有地 将臣（ありち まさおみ）
本作の主人公。学園二年。祖父の影響で幼い頃に剣道をやっていた。幼少期は廉太郎、小春、芦花の4人で遊んでいた。叢雨丸を抜いた（正確には折った）ことで、彼の生活は大きな変化を迎えることとなる。芳乃に負けず劣らず頑固で律儀な性格。
朝武 芳乃（ともたけ よしの）
声 - 遥そら
穂織にある神社の巫女姫様。主人公のクラスメート。祟り神が現れると耳が生えるが、ムラサメ同様一部の人間にしか見えない。主人公に対して敬語で話す。朝が弱く、よく寝ぼける。冷静沈着に振る舞おうとするが抜けている一面もある。料理に憧れたり、甘味に目を輝かせるなど女の子らしい面も多い。裁縫が上手で茉子以上の腕を持っている。茉子や安晴が呆れるほど頑固で、そうそう折れたりしない。
常陸 茉子（ひたち まこ）
声 - 小鳥居夕花
巫女姫様の幼馴染兼護衛役。同じくクラスメート。いわゆるくのいちであり、朝武家の家事全般を受け持っている。普段は飄々としており、忍者を自称するだけあって身体能力は高いが、実は高所恐怖症。
ムラサメ
声 - 佐藤みかん
数百年に渡り存在する神刀 “叢雨丸”に宿る存在（精霊）。姿を見られるのはごく一部の人間のみ。幽霊などは苦手。ナマクラ呼ばわりされることを嫌い、敬語で否定する。見た目や能力も相まって、将臣からは「幼刀」と呼ばれることもある。生前は病弱な農民の娘で、自らの意志で叢雨丸の人柱になったという経緯がある。古風な話し方をする。将臣を「ご主人」と呼ぶ。
レナ・リヒテナウアー
声 - 沢澤砂羽
留学生。後述する玄十郎の旅館の仲居として働くために来日した。
男の上半身の裸を見ただけで気絶するほどの初心。よく微妙に用法を間違った日本語や英語を使う。芳乃の耳やムラサメが見える。
鞍馬 小春（くらま こはる）
声 - 真宮ゆず
主人公の従妹。学園1年。基本的には優しい性格だが、兄である廉太郎にだけはやけに冷たい。地元の甘味処でアルバイトをしている。
馬庭 芦花（まにわ ろか）
声 - 西山冴希
甘味処のオーナーであり、年上の幼なじみ。学院は卒業しており、成人も迎えている。お姉さんぶることも多いが、恋愛経験はない。
鞍馬 廉太郎（くらま れんたろう）
声 - 夏野楓
小春の兄で将臣の従兄弟であり、親友。クラスメート。軟派な性格で女の子に声をかけてはふられている。同じクラスの女子と別れた次の日に別の女の子と付き合い、その女の子とも別れたため、クラスの女子からは反感を買っている。
駒川 みづは（こまかわ みづは）
声 - 桜川未央
学院の保険医であり、穂織の町医者でもある女医。穂織の伝承に詳しく、将臣をサポートする。
朝武 安晴（ともたけ やすはる）
声 - 由嘉鈍
芳乃の父で、建実神社の神主。温厚で人当たりも良く、将臣にも穏やかに接する。目玉焼きに練乳をかけるといった変わった一面も持つ。婿入りのためムラサメの姿は見えない。
鞍馬 玄十郎（くらま げんじゅうろう）
声 - 山崎高
将臣、廉太郎、小春の祖父で旅館、志那都荘のオーナー。隠居の身だが重要なことには関わる。厳格で、幼少期の経験から将臣と廉太郎からは苦手意識を持たれている。古希を迎えたが身体は衰えておらず、将臣に剣道の稽古をつけている。近年増加した観光客に柔軟に対応できるように、若者の流行などの様々な知識を集めているが、腐女子などの余計な知識も一緒くたに身に付けてしまっている。

## 用語
穂織（ほおり）
主な舞台になる地方都市。市か町か村かは不明。山あいに位置する田舎町で、本編中や公式サイトの記述によれば古くから犬神憑きの里として忌み嫌われ、自らも周囲との交流を避けてきた。そうした経緯もあって文明開化などからも取り残され、ほとんど開発なども行われてこなかった。
その結果古きよき時代の町並みがそのまま残っており、「小京都」とも呼ばれており、古くから温泉地として知られていたこともあって、近年は町並みを目当てにした観光客が多く訪れており、外国人観光客も増加している。住民の多くはマイカーなども持っておらず、服装も純粋な和服や、明治時代～大正時代風の、洋風にアレンジされた和風の服装の者が当たり前であり、それらをファッションとして楽しむ観光客も多い。ただし液晶テレビやスマホなどの現代の家電などはあり、近年はコンビニも出店している。鉄道はなく、バス路線もないため、最寄り駅からはタクシーに乗るか観光客がマイカー（もしくはレンタカー）を持ち込むしかない。町の住民の多くは土地や山を持っているが元々田舎の上、前述した事情もあって二束三文の価値しかないらしい。地元の子供たちは日没後には山に入らないよう言い聞かされている。
鵜茅学院
主人公やヒロインたちが通う、穂織で唯一の学園。元々は道場として使われていた建物をリノベーションしたもの。田舎ということもあって生徒数は極めて少なく、1学年に1クラスしかない。そのため平屋である。
志那都荘（しなつそう）
玄十郎が営む老舗旅館。レナの職場でもある。近年は若い女性客や外国人観光客も増えている。
建実神社
主人公が居候する神社で芳乃の実家。この神社の御神体こそ叢雨丸である。穂織の多くの土地はこの神社が所有している。
叢雨丸
建実神社の御神体。かつて村で乱暴狼藉の限りを尽くした妖怪を退治するのに使われたという伝説があり、岩に刺さった状態になっている。この刀を抜いた者だけが選ばれし者であるとされており、観光客の体験イベントになっている。主人公が冗談半分に引き抜こうとしたところ折れてしまったが、ムラサメによって元通りに修復された。その後は後述する祟りを祓う際に、武器として活躍することになる。
祟り
穂織の山中に潜む異形の存在。この存在の気配が強くなると、朝武の当主の耳に犬のような獣耳が現れる。穂織の住民が日没後に山に入らないのはこのため。祟りを祓うことが朝武の当主の代々の役目になっている。

## スタッフ
- キャラクターデザイン・原画 - むりりん、こぶいち、煎路
- SD原画 - こもわた遙華
- シナリオ -  天宮りつ、籐太、瀬尾順
- シナリオ協力 - J・さいろー
- 音楽 - Famishin、Angel Note
- 音声協力 - アブソリュートスタジオ
- CG- モドキさん、中乃、トミフミ、煎路、ぼってぃー（事務）
- 背景CG - Ryouma、CWF美術部
- 背景レイアウト - ろど
- タイトルロゴ・システム画面デザイン - KOMEWORKS
- スクリプト - iMel、アダムス、田中、楯宮悠
- 音響・サウンドスクリプト - Famishin
- モーションデータ作成 - 井野良悦（合資会社ワムソフト）
- プログラム - WAMSOFT、三上響、渡邉剛
- OPムービー - ろど
- EDムービー - gram6design（メインヒロインED）、ろど（小春・芦花ED）
- アニメーション制作 - フロンティアチャイルド
- アニメーション原画 - 平山円
- 演出 - 岐波トオル
- 絵コンテ・撮影 - ろど
- BGM三味線 - 尾上秀樹
- デバッグ - ポールトゥウィン株式会社、ゆずソフトスタッフ
- 広報 - みはるアグレッシヴ
- WEBサイトデザイン - うさぎ旅館
- 販売 - オーバー

## 主題歌
オープニングテーマ『恋ひ恋ふ縁』
作曲 - Famishin / 編曲 - 井ノ原智（Angel Note） / 歌・作詞 - KOTOKO
ギター - Asai Yasuo / 三味線 - 尾上秀樹
芳乃エンディングテーマ『愛しさと感謝の気持ち』
作詞 - 中山♥マミ（Angel Note） / 作曲 - Famishin / 編曲 - 井ノ原智（Angel Note） / 歌 - 榊原ゆい
ギター - Asai Yasuo
茉子エンディングテーマ『ふたりで』
作詞 - kala（Angel Note） / 作曲 - Famishin / 編曲 - R.East（Angel Note） / 歌 - Riryka（Angel Note）
ムラサメエンディングテーマ『ふたつの影』
作曲 - Famishin / 編曲 - 森まもる（Angel Note） / 歌・作詞 - 春風まゆき（Angel Note）
ギター - Asai Yasuo
レナエンディングテーマ『GIFT』
作曲 - Famishin / 編曲 - 新井健史 / 歌・作詞 - カサンドラ
ギター - エキセントリック山田太郎 / アコースティックギター・キーボード - 新井健史
小春エンディングテーマ『Love flower』
作曲 - Famishin / 編曲・ギター - 椎名俊介（Angel Note） / 歌・作詞 - 葉月（Angel Note）
芦花エンディングテーマ『キミのとなり』
作曲 - Famishin / 編曲 - 森まもる（Angel Note） / 歌・作詞 - tohko
ギター - Asai Yasuo
芳乃キャラクターソング『とおりゃんせ〜甘美風来』
作詞 - Riryka / 作曲・編曲 - 青田新名 / 歌 - 遥そら
ベース - 宮下大
茉子キャラクターソング『茉子の日常』
作詞 - 中山♥マミ / 作曲・編曲 - BAL / 歌 - 小鳥居夕花
ムラサメキャラクターソング『キズナヒトツ』
作詞 - kala / 作曲・編曲 - 井ノ原智 / 歌 - 佐藤みかん
ギター - Asai Yasuo
レナキャラクターソング『Blue sky』
作詞 - 葉月 / 作曲・編曲 - 椎名俊介 / 歌 - 沢澤砂羽

## 関連商品
キャラクターソングVol.1『とおりゃんせ〜甘美風来』
2016年4月15日発売 / YSCD-0041
キャラクターソングVol.2『茉子の日常』
2016年4月28日発売 / YSCD-0042
キャラクターソングVol.3『キズナヒトツ』
2016年5月13日発売 / YSCD-0043
キャラクターソングVol.4『Blue sky』
2016年5月27日発売 / YSCD-0044
千恋*万花 オリジナルサウンドトラック
2017年2月10日一般発売。

## 売上
絵コンテ・撮影・背景レイアウトなどを手がけたろどによると、2020年12月27日時点で販売本数が10万本を突破していることが判明。
Nintendo Switch版のストアページで20万本を突破していることが確認できた。
2023年10月には全世界セールスが累計40万本を突破した。
2024年2月には全世界セールスが累計50万本を突破した。
2024年9月には全世界セールスが累計70万本を突破した。